# Внимание, черепаха!
«Внима́ние, черепа́ха!» — советский детский комедийный художественный художественный фильм режиссёра Ролана Быкова, вышедший в 1970 году. В фильме рассказывается о том, как черепаха из школьного живого уголка попала под угрозу, однако была спасена благодаря вмешательству юных любителей природы.

## Сюжет
В 1-м «Б» классе средней школы есть свой уголок живой природы: хомяк по кличке «Хомяк», кроль по кличке «Трусик» и любимица всего класса — черепаха по кличке «Ракета». Ответственный за живой уголок — ученик Вова Васильев. Однажды Вову, который, по определению родственников, «ничего не ест», направляют в институт питания и на целый месяц живой уголок лишается своего покровителя. Временно исполняющими обязанности «ответственного» избирают двух первоклассников: Диденко и Манукяна.
Диденко, Манукян и другие ребята начинают ставить над черепахой различные опыты по определению её выносливости: кладут на неё сначала солдатиков, потом всё более тяжелые предметы, наконец, перевёрнутую парту, на которую забираются сами. Видя, что черепахе грозит опасность, ученица Таня Самохина тайком забирает черепаху домой. Однако позже Диденко и Манукян замечают, что Таня выпускает черепаху поесть травку во дворе, и начинают охотиться за ней. Они приходят в квартиру Тани, но встречают только её деда, эксцентричного учёного, который как раз занимается стиркой в стиральной машине. Поскольку Диденко перед этим «изобретал порох» и весь в грязи, дед начинает мыть его и стирать его рубашку. Манукян по ошибке заходит в другую квартиру, где говорит удивлённой хозяйке, что собирает макулатуру. Снова увидев Таню с черепахой во дворе, мальчики отнимают Ракету, а после появления учительницы засовывают её в связку макулатуры. В результате череды происшествий черепаха попадает в костёр, где жгут макулатуру, потом под струю воды из шланга.
Наконец, Диденко и Манукян переходят к главному испытанию Ракеты — под гусеницами танка. Они направляются за город, где пройдёт танковая колонна. Между тем Вова от одноклассниц узнаёт, что черепаха в опасности, и сбегает из института питания, поменявшись одеждой с Таней. В это время и учительница, и бабушка Вовы, и профессор Самохин уже обеспокоены и спешат на помощь. Танкист, приближающийся к черепахе, которую Диденко положил на дорогу, замечает бегущего и машущего руками Вову, видит в бинокль черепаху и даёт команду колонне: «Внимание, черепаха!» За несколько сантиметров до животного танки сворачивают. Ракета спасена и возвращается в живой уголок.

## В ролях
- Галя Буданова — Таня Самохина («Самоха»)
- Алёша Ершов — Вова Васильев («Йога», «Фунтик», «Кощей», «Дистрофик»)
- Андрей Самотолкин — Вова Диденко
- Миша Мартиросян — Вова Манукян («Манукяночка»)
- Лена Рябухина — Элла, влюблённая в Вову Манукяна
- Галя Вербицкая — Бэлла, подружка Эллы
- Алексей Баталов — А. Я. Самохин, дед Тани, профессор, известный учёный
- Ирина Азер — Анна Сергеевна, классный руководитель 1-го «Б»
- Лилиан Малкина — физкультурница, бабушка Вовы Васильева
- Алёша Голубев — Голубев
- Инга Володина — Инга Володина
- Марьяна Смирнова — Катя Егорова
- Наташа Бакшеева — девочка в институте питания
- Юля Пастухова — девочка в институте питания
- Зоя Фёдорова — Виктория Михайловна, учитель пения
- Рина Зелёная — учёный секретарь музея
- Эмилия Мильтон — глуховатая актриса
- Валентина Березуцкая — дворничиха
- Ролан Быков — бабушка Вовы Диденко (нет в титрах)
- Александр Филиппенко — командир головного танка (нет в титрах)
- Нина Маслова — учитель младших классов (нет в титрах)

## Съёмочная группа
- Авторы сценария: Семён Лунгин, Илья Нусинов
- Режиссёр — Ролан Быков
- Оператор — Анатолий Мукасей
- Художник — Александр Кузнецов
- Композитор — Андрей Петров

## Создание
- В фильме исполняются шлягеры 1960-х: «Под крылом самолёта», «Опять от меня сбежала последняя электричка», «Наш сосед».
- Диденко и Манукян напевают марш, лейтмотивом которого является марш из фильма «Старая, старая сказка», вышедшего на экраны годом ранее. Автор музыки к обоим фильмам — Андрей Петров.
- Сначала фильм не хотели выпускать в прокат, так как название фильма и тот кадр, где черепаха чуть не попадает под гусеницы танка, якобы были намёком на недавний ввод советских войск (танков) в Чехословакию (оба слова — черепаха и Чехословакия — начинаются с буквы «ч»). Чиновники Госкино заявили режиссёру: «Вы бы ещё повесили указатель „До Праги — 100 километров“». Тем не менее, благодаря вмешательству Сергея Герасимова фильм был выпущен на экраны[1].

## Фестивали и награды
- 1971 — Московский международный кинофестиваль, главный приз в категории детских фильмов